# Jordi l'Eparca
Jordi l'Eparca (en llatí Georgius Eparchus) va ser un funcionari imperial d'Àfrica, que va tenir el càrrec de vicari o eparca d'Àfrica.
Va fer escriure una carta a un dissident anomenat Nuus d'Alexandria, que s'havia separat de l'església, escrita per Màxim el Confessor. També es conserva una carta de Màxim dirigida a Jordi. Va viure a la meitat del segle vii i és anomenat també Jordi Panènfem (Georgius Panenphemus).